# متیو دنیل گرین
متیو دنیل گرین (زاده ۱۹۷۶) یک رمزنگار و تکنسین امنیت است. گرین دانشیار علوم کامپیوتر در مؤسسه امنیت اطلاعات جان هاپکینز است. او در رمزنگاری کاربردی، سیستم‌های ذخیره اطلاعات با حفظ حریم خصوصی، رمزارزهای ناشناس، سیستم‌های رمزنگاری منحنی بیضوی و پایرسی برنامه‌های تلویزیونی تخصص دارد. او یکی از اعضای تیم توسعه دهنده رمزارز ناشناس زیرو کوین و زیروکش است. او همچنین در توسعه سیستم زی کش تأثیرگذار بوده‌است. او عضو گروه‌هایی بود که آسیب‌پذیری‌های بی سیف، اسپید پس و ای-زدپس را کشف کردند.

## تحصیلات
گرین یک لیسانس از کالج اوبرلین (علوم کامپیوتر) دریافت کرد، یک مدرک کارشناسی از کالج اوبرلین (موسیقی الکترونیک)، یک کارشناسی ارشد از دانشگاه جان هاپکینز (علوم کامپیوتر) و یک دکترا از دانشگاه جان هاپکینز (علوم کامپیوتر). عنوان پایان نامهٔ او «رمزنگاری برای پایگاه داده‌های امن و خصوصی: امکان دسترسی عملی به داده‌ها بدون به خطر انداختن حریم خصوصی» بود.

## وبلاگ
گرین نویسنده وبلاگ «افکاری از یک مهندس رمزنگاری» است. در سپتامبر ۲۰۱۳، گرین پستی در وبلاگ خود منتشر کرد، که در آن گمانه زنی‌هایی درمورد برنامه‌های آژانس امنیت ملی برای تضعیف رمزنگاری شده بود، عنوان آن «دربارهٔ ان اس ای» بود، این پست به شکل جنجالی توسط مدیر دانشگاه جان هاپکینز به دلیل «دارا بودن پیوند یا پیوندهایی به مدارک طبقه‌بندی شده (محرمانه) و همچنین استفاده غیرمجاز از لوگوی ان اس ای در آن» حذف شد. همان‌طور که ارس تکنیکا خاطرنشان می‌کند، این «کار در ظاهر خیلی عجیب بود»، چون این نوع استفاده گرین از لوگوی ان اس ای «به‌طور منطقی نباید این احساس را در استفاده‌کننده برانگیزد که این نوع استفاده آیا توسط آژانس امنیت ملی تأیید شده‌است یا نه»، و پیوند دادن به منابع و اطلاعات طبقه‌بندی شده توسط رسانه‌های خبری از نظر قانونی جنجالی و بحث‌برانگیز نیست. بعداً دانشگاه از گرین عذرخواهی کرد، و پست وبلاگ بازیابی شد (بدون آرم NSA)، سخنگوی جانز هاپکینز به عنوان توضیحی در مورد حذف بدون انگیزه قانونی گفت که «من نمی‌گویم که تجزیه و تحلیل حقوقی زیادی انجام شده‌است». علاوه بر پست‌های کلی وبلاگ در مورد ان اس ای، رمزگذاری و امنیت، وبلاگ گرین دربارهٔ در پشتی ان اس ای در Dual_EC_DRBG، و آراس‌ای سکیوریتی و نحوه استفاده در پشتی از طریق مولد امن اعداد شبه‌تصادفی در رمزنگاری (CSPRNG)، به‌طور گسترده‌ای در رسانه‌های خبری دیده شد.

## شغل
گرین در حال حاضر سمت دانشیار را در مؤسسه امنیت اطلاعات جان هاپکینز بر عهده دارد. او دوره‌های مربوط به رمزنگاری عملی را تدریس می‌کند.
گرین عضوی از گروهی است که زیرو کوین، یک پروتوکل رمزارز ناشناس را توسعه داد. زیرو کوین یک افزونه پیشنهاد شده برای شبکه بیت‌کوین است که باعث ناشناس شدن تراکنش‌های بیت کوین می‌شود. زیرو کوین با معرفی یک رمزارز جداگانه به نام زیرو کوین ناشناس شدن را ارائه می‌دهد، این رمز ارز در زنجیره بلوکی بیت کوین ذخیره می‌شود. با اینکه در ابتدا برای استفاده در شبکه بیتکوین پیشنهاد شده بود، زیرو کوین می‌تواند با هر رمز ارز دیگری ادقام شود. تیم تحقیقاتی او در پروتوکل‌های SSL/TLS بیشتر از یک سوم وب سایت‌های رمزنگاری شده با این پروتوکل آسیب‌پذیری‌هایی پیدا کردند، علاوه بر آن در تکنولوژی‌های رمزنگاری مانند بی سیف، اسپیدپس از اکسون موبیل، ای-زدپس و سیستم‌های امنیتی خودروها آسیب‌پذیری‌هایی پیدا کردند. در سال ۲۰۱۵، گرین یکی از اعضای تیم تحقیقاتی بود که آسیب‌پذیری‌هایی در پروتکل TLS لاگ جم شناسایی کرد.
گرین کار خود را از سال ۱۹۹۹ در آزمایشگاه‌های ای تی ان تی در فلورهام پارک، نیوجرسی آغاز کرد. او در آزمایشگاه‌های AT&T روی پروژه‌های مختلفی از جمله کدگذاری صوتی / توزیع محتوای ایمن، پخش ویدئو و خدمات محلی سازی بی‌سیم کار کرد. پس از فارغ‌التحصیل شدن او شرکت Independent Security Evaluators (ISE) را همراه ۲ دانش آموز دیگر و Avi Rubin در سال ۲۰۰۵ تأسیس کرد. گرین تا سال ۲۰۱۱ به عنوان CTO در ISE کار کرد.
گرین یکی از اعضای شورای مشاوران فنی بنیاد لینوکس است، این شورا با ظاهر شدن مشکل امنیتی هارت‌بلید در کتابخانه رمزنگاری اپن‌اس‌اس‌ال در آوریل ۲۰۱۴ برای بررسی مشکلات امنیتی اینترنت تشکیل شد. او در هیئت‌های مشاوره فنی CipherCloud, Overnest و Mozilla Cybersecurity Delphi حضور داشت. گرین یکی از بنیانگذاران و اعضای هیئت مدیره پروژه Open Crypto Audit Project (OCAP) است که وظیفه نگه داری امنیتی از نرم‌افزار تروکریپت را عهده‌دار است.